# توسکا

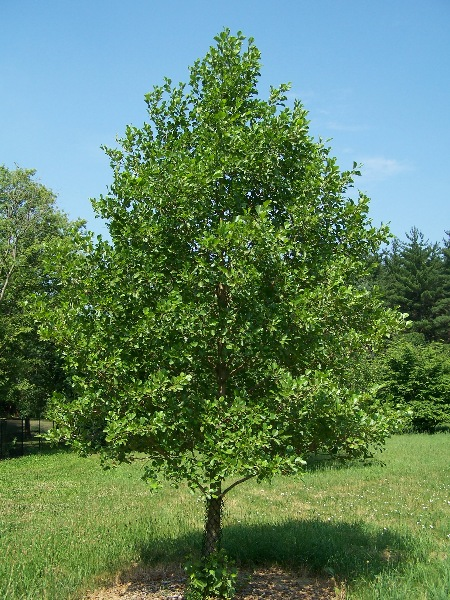
توسکای قشلاقی (سیاه‌توسه) یا «توسکای سیاه اروپایی» با نام علمی Alnus glutinosa

توسکا، توسه یا رازدار (رزدار) (نام علمی: Alnus) نام یک سرده از درخت‌ها و درختچه‌های جنگلی از خانوادهٔ توسکایان است. این درختان از نوع گیاهان خزان‌کننده است و به‌وسیلهٔ باد گرده‌افشانی می‌کند. در دنیا بیش از ۳۰ نوع از گونهٔ توسکا وجود دارد که تنها دو نوع از آن با نام‌های توسکای ییلاقی (سردسیر) و توسکای قشلاقی (گرمسیر) در ایران رشد می‌کنند که عمر آن‌ها معمولاً تا ۱۰۰ سال است و رشد نهایی آن‌ها در ۵۰ سالگی قطع می‌شود. توسکا درختی رطوبت‌پسند به‌شمار می‌رود؛ بدین معنی که دارای قدرت جذب آب بسیار زیادی است و در زمین‌های مرطوب یا باتلاقی دارای رشدی سریع می‌باشد.

## نام
در فرهنگ دهخدا، توسکا به صورت «توسه» و «توسِکا» (به کسر سین) آورده شده‌است. این در حالی است که امروزه نام این درخت با س ساکن تلفظ می‌شود: توسْکا. این نام ریشه در طبری باستان دارد. نام این درخت در گیلان و لاهیجان «توسه» (در لاهیجان سیاه‌توسه و سفیدتوسه)، در رودسر «توسا» و در گرگان ، بهشهر و مازندران «توسکا» (در نور: تسکا) است. در مناطقی مانند آستارا، طالش و طالقان این درخت «رازدار» (یا رزدار) نام دارد که «دار» در زبان‌های این مناطق به معنی «درخت» است (و توجه شود به ترکیب «دار و درخت» در فارسی امروز)

## بوم‌شناسی

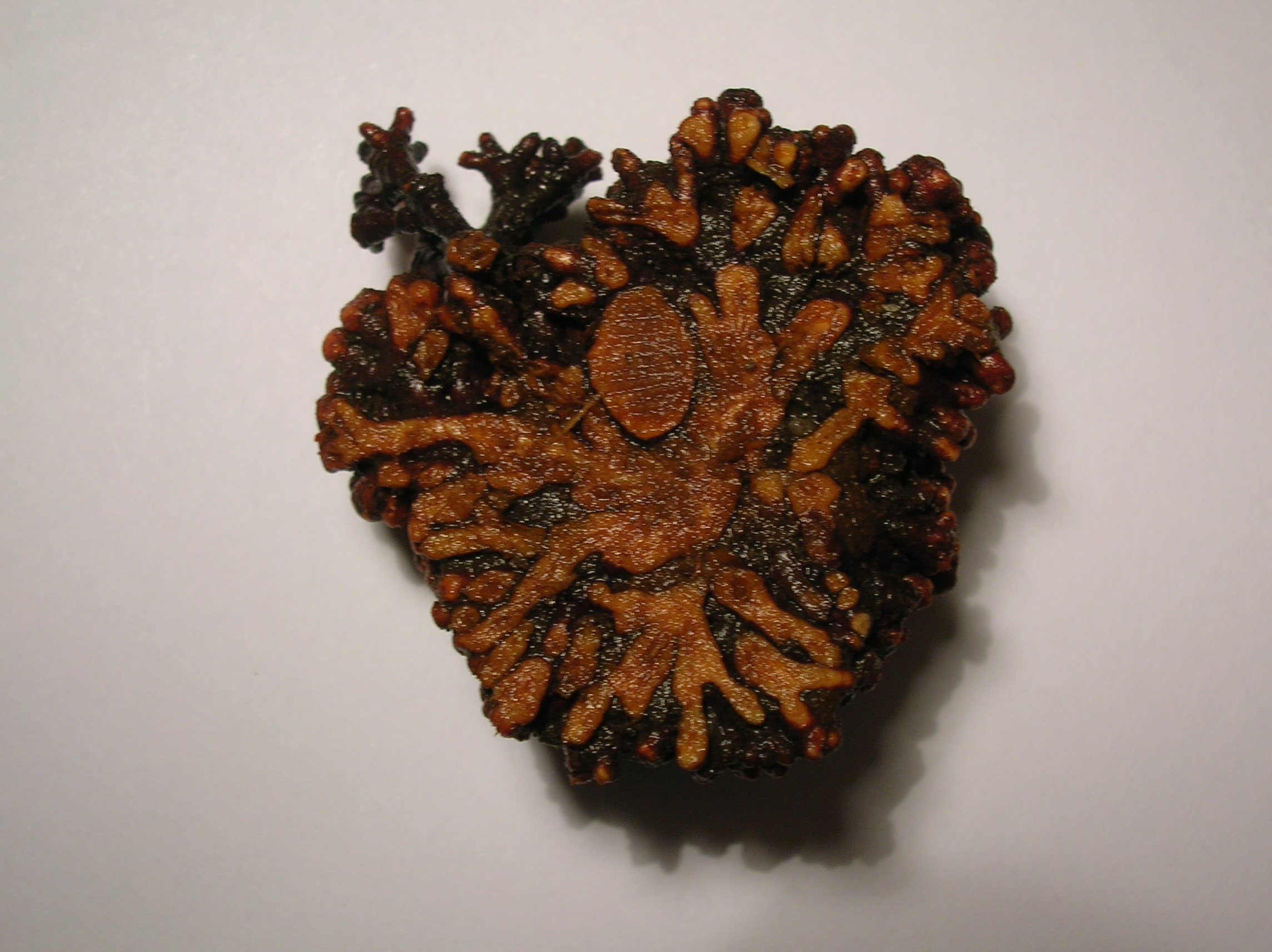
ریشه توسکا برش خورده

توسکا بومی قارهٔ اروپا و جزایر بریتانی است. محل رشد توسکا معمولاً در مناطق پرآب، مانند حاشیهٔ رودخانه‌ها و سواحل، و همچنین حاشیهٔ جنگل‌هاست و داخل جنگل به ندرت رشد می‌کند. این درختان در تمامی کرهٔ زمین موجود هستند و دامنهٔ انتشار آن‌ها از ژاپن به سمت آسیای شرقی و شمال هیمالیا و سپس درون اروپا و شمال آفریقا ادامه دارد. در قارهٔ آمریکا نیز از شمال قاره و بخش شرقی کانادا، آنتاریو به سمت غرب و سپس جنوب و منطقهٔ غربی آمریکای جنوبی و رشته‌کوه آند و نیز در شیلی پراکنده‌اند.
این گونه فقط در بخش شمالی ایران وجود دارد و در جنگل‌های مازندران ( بهشهر توسکا چشمه ) و گرگان و گیلان، مناطق جنگلی طالقان، لاهیجان، آستارا و طالش که همه دارای خاکی مرطوب هستند، رشد می‌کند.

## ویژگی‌ها
ارتفاع درختچه‌های تیرهٔ توسکا معمولاً کم است، اما در شرایط ایده‌آل و مناسب (مانند زیاد بودن درجهٔ مرطوبی خاک و غنی بودن آن) ارتفاع آن تا ۲۱ متر نیز می‌رسد.

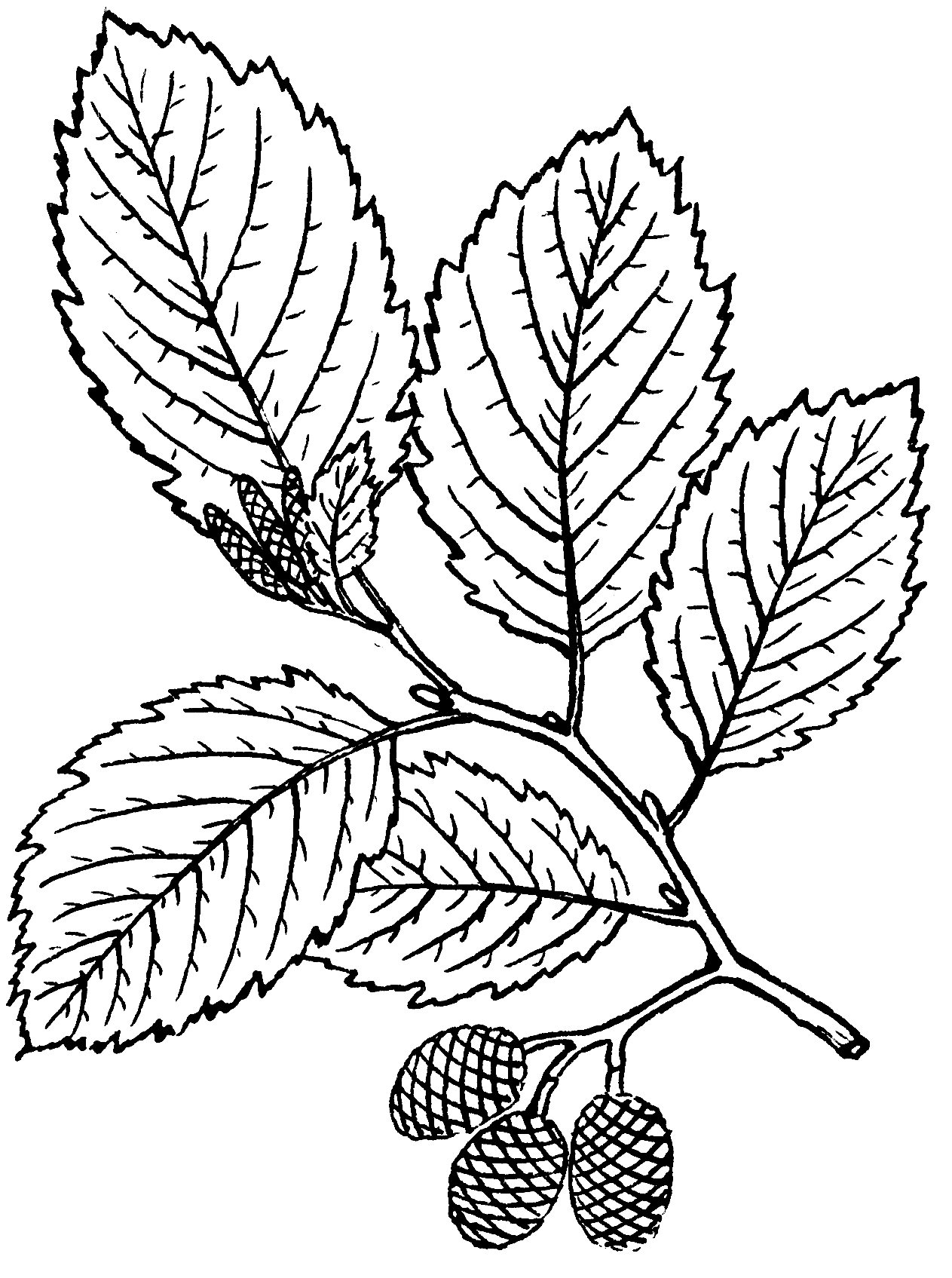
یک طراحی از برگ‌های توسکا به همراه میوه آن

برگ‌ها در این گونه، بیضی و مدور، با پایه‌ای گوه شکل و متناوب (پر موج) و دارای سطحی چسبنده و حاشیه‌ای دندانه‌دار و همچنین رگبرگهای شانه‌ای شکل هستند. گلها چوبی و با شکل نامشخص (معمولاً به صورت کروی) بوده و در ابتدای بهار و قبل از رویش کامل برگ‌ها ظاهر می‌شوند. شاخه‌های آن خاکستری رنگ با لکه‌های قهوهای است به وسیلهٔ جریان باد گرده‌افشانی می‌کنند و میوهٔ آن شبیه به توت کال است
در میان درختانی که در جنگل‌های شمال ایران وجود دارند، توسکا زودتر از بقیهٔ درختان جوانه می‌زند و آخرین درختی است که برگ‌های آن زرد می‌شود.

### چوب

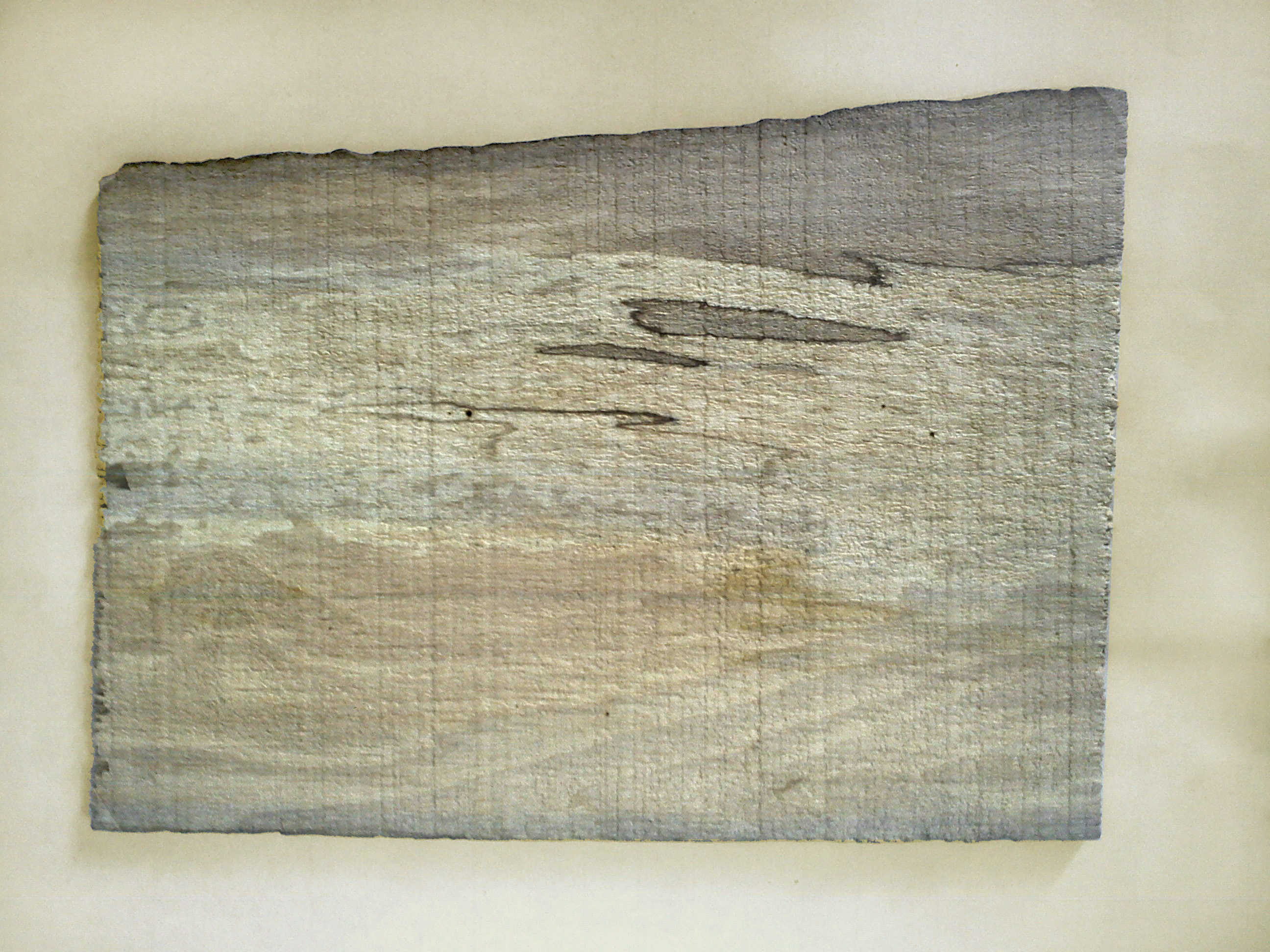
چوب خشک شدهٔ توسکا - برش مماسی. بخش‌های زرد رنگ در وسط، ناشی از تأثیر فرایند خشک شدن در چوب توسکاست.

توسکا دارای چوبی نرم است. چوب بریده‌شدهٔ توسکا در هنگام پاییز سفید رنگ است ولی لحظاتی بعد از برش به قرمز متمایل می‌شود و سپس به رنگ صورتی روشن درمی‌آید و به همین رنگ می‌ماند.
چوب درون توسکا نامشخص، به رنگ کرم مایل به قرمز است. دارای دوایر سالیانه پهن با حدود نسبتا مشخص و موجدار در مقطع عرضی است.  پره چوبی آجری‌شکل قرمزرنگ در مقطع شعاعی و دوک‌های ظریف (پره ها) در مقطع مماسی دارد. 
چوب این درخت نیمه‌سنگین تا سبک است که به دلیل پرداخت و رنگ‌پذیری شکاف‌خوری و ابزارخوری خوب در صنعت مبلمان مصرف دارد ولی کم‌دوام بوده که البته در آب دوام قابل توجهی دارد. در ایران بیشترین میزان فروش را در بازار چوب‌فروش ها دارا است.  که البته مهم‌ترین مورد مصرف آن در کارخانجات تخته چندلای سازی است. به خاطر مقاومت آن در
برابر آب در ساختن بناهای آبی نیز مصرف می‌شود.

### میوه
همچون تمام درختان خانواده غان، کت‌کین‌ها (به انگلیسی: catkin) یا میوه‌های نر و ماده هردو در یک درخت قرار دارند. کت‌کین‌های نر در پاییز ظاهر می‌شوند و ماده‌ها در اواخر زمستان و اوایل بهار در میان شاخه‌های تیره‌تر. رنگ نرها سرخ تیره است و نزدیک به ۱۰ سانتیمتر طول دارند و با فلسهای سپرمانندی پوشیده شده‌اند که بساک و گرده‌ها را از باران و بادهای نارس و نابهنگام محفوظ دارد.
|  |  |

## کاربرد
به خاطر رطوبت‌پسندی بسیار تیرهٔ توسکا و قدرت زیاد آن در جذب آب، برای کاهش حجم آب در زمین‌های مرطوب و علفزارهای باتلاقی و ماندابها و زهکشی خاک به فراوانی کاشته می‌شود. همچنین چوب این درخت مورد استفاده در صنایع روکش‌سازی است.

## گونه‌ها
- توسکای خاکستری Alnus incana
- توسکای دریایی Alnus maritima
- توسکای ژاپنی Alnus japonica
- توسکای سبز Alnus viridis
- توسکای سفید Alnus rhombifolia
- توسکای سیاه Alnus glutinosa
- توسکای قرمز Alnus rubra
- توسکای مکزیکی Alnus jorullensis
- توسکای ییلاقی Alnus subcordata
- Alnus acuminata
- Alnus cordata
- Alnus cremastogyne
- Alnus elliptica
- Alnus fallacina
- Alnus fauriei
- Alnus ferdinandi-coburgii
- Alnus firma
- Alnus formosana
- Alnus glutipes
- Alnus hakkodensis
- Alnus hanedae
- Alnus henryi
- Alnus hirsuta
- Alnus hosoii
- Alnus lanata
- Alnus mairei
- Alnus mandshurica
- Alnus matsumurae
- Alnus maximowiczii
- Alnus mayrii
- Alnus nepalensis
- Alnus nitida
- Alnus oblongifolia
- Alnus orientalis
- Alnus paniculata
- Alnus peculiaris
- Alnus pendula
- Alnus pubescens
- Alnus serrulata
- Alnus serrulatoides
- Alnus sieboldiana
- Alnus suginoi
- Alnus trabeculosa
- Alnus vermicularis